# Herodoro

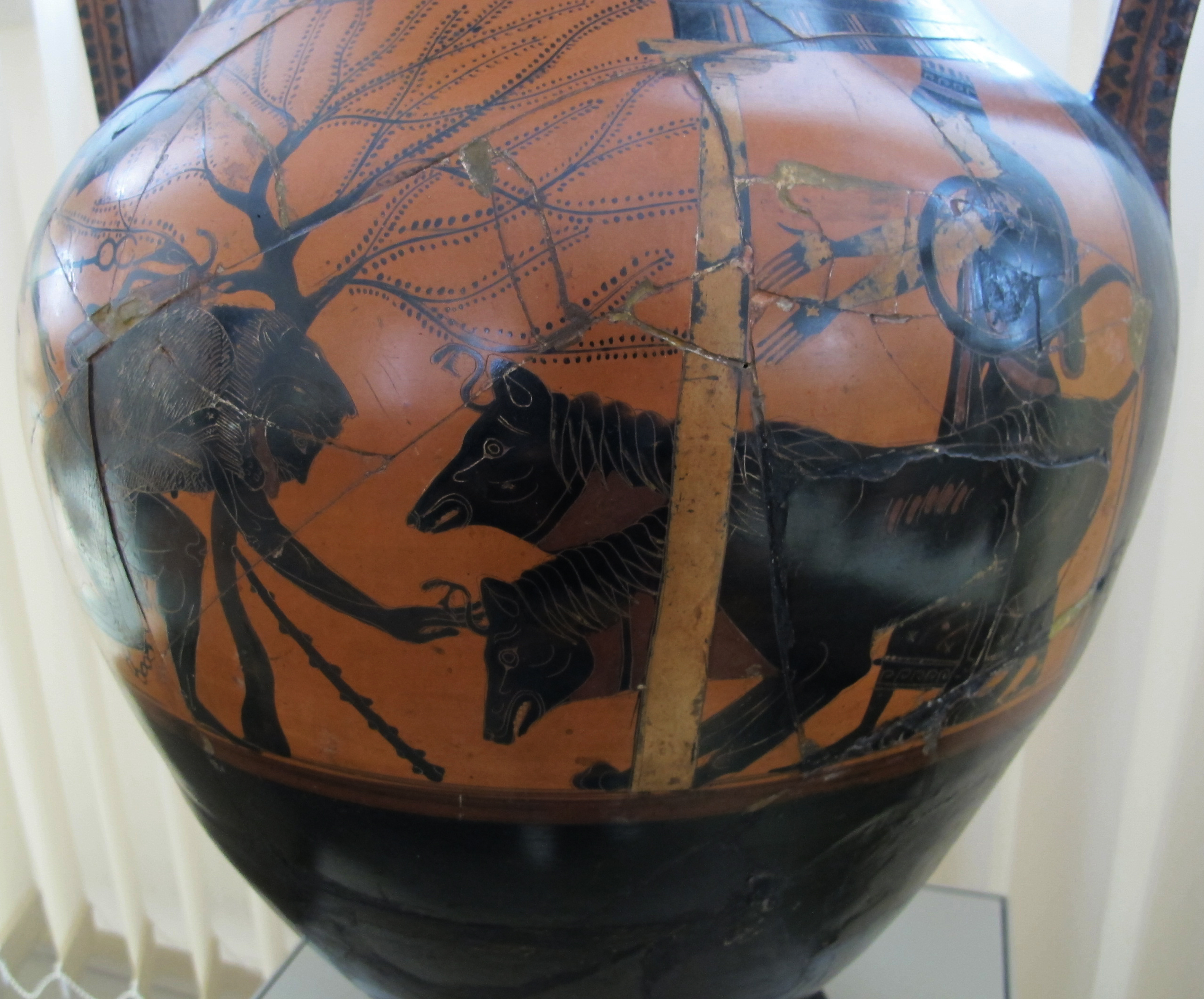
Ánfora pintada de figuras negras de Andokides que representa a Heracles y Cerberus

Herodoro (en griego Ἡρόδωρος) fue un geógrafo y mitógrafo griego nacido en Heraclea Póntica que vivió probablemente durante los siglos V o IV a. C. Escribió en jónico una historia de Heracles en más de 17 libros. En sus escritos, conservados en estado muy fragmentario, explicaba las figuras de los mitos mediante alegorías. Plutarco lo cita en tres pasajes de su Vida de Teseo. Su obra, igual que las de Ferécides de Leros y de Helánico de Lesbos, fue utilizada por mitógrafos posteriores.